# Andi Deris
Andreas "Andi" Deris (Karlsruhe, 18 de agosto de 1964) é um cantor alemão, produtor e o vocalista da banda Helloween. Tem uma ativa carreira solo, bem como seu próprio estúdio de gravação em Tenerife, onde vive desde 1996. Tem um vocal melódico e agressivo, sempre utilizando o mix de voz, técnica comum no estilo musical, porém com bastante drive, dando a impressão de voz rasgada nas músicas pesadas, e uma suave voz nas músicas mais lentas.

## Biografia

### Primeiras bandas (1979 - 1987)
Andi começou a cantar em sua primeira banda, chamada Paranoid, aos 15 anos. Dois anos depois mudaram o nome da banda para Nameless, onde tocava com seu amigo de escola, o baterista Ralf Maurer, que futuramente participaria dos álbuns solo de Andi. Aos 19 anos, já na banda Kymera, gravou seu primeiro álbum, o No Mercy.

### Pink Cream 69 (1987 - 1993)
Em 1987, ao lado de Dennis Ward, Kosta Zaphiriou e Alfred Koffler, funda a banda Pink Cream 69. Assinam contrato com a CBS (hoje Sony Music) e fazem turnê pela Europa, América e Japão. Andi gravou três álbuns com o Pink Cream.

### Helloween e carreira solo (Atualmente)
Em 1993, com 29 anos, Deris é convidado para assumir os vocais da banda Helloween. Ao lado dos novos companheiros gravou o álbum Master of the Rings. Em 1996 lançaram The Time of the Oath, realizando uma grande turnê mundial, que foi lançada em DVD e álbum duplo ao vivo, o High Live.
Em 1997 Helloween teve um período de férias, e neste momento Andi passa a gravar seu primeiro álbum solo Come in from the Rain.
Em 1998 o Helloween lança um novo álbum, Better Than Raw, gravado em seu estúdio em Tenerife, Ilhas Canárias.
O ano de 1999 marcou o lançamento de seu segundo álbum solo, Done by Mirrors, paralelamente ao lançamento de Metal Jukebox com o Helloween. Em seguida, lança The Dark Ride. A banda substitui os membros Roland Grapow e Uli Kusch e então realiza uma nova turnê mundial.
Em 2003 o Helloween lança o Rabbit Don't Come Easy. Dois anos depois em, 2005, lançam um legado dos Keepers intitulado Keeper of the Seven Keys - The Legacy, com diversas composições do Andi Deris, como a épica "The King For a 1000 Years". Um ano depois, a banda lançou um novo CD ao vivo com um show da turnê gravado em São Paulo, chamado Keeper of the Seven Keys - The Legacy World Tour 2005/2006, além de um DVD, Keeper Of The Seven Keys - The Legacy: Live On 3 Continents focado também na turnê realizada no Brasil, com filmagens também da Europa e da Ásia.
Em 2007, o Helloween lança o seu 13.º álbum de estúdio, Gambling with the Devil. No final de 2009 e início de 2010, ele lança junto ao Helloween uma coletânea em comemoração aos 25 anos da banda. Neste CD, chamado Unarmed - 25th anniversary, eles gravaram vários clássicos da banda misturando com uma orquestra.
Em 2010, a banda lança 7 Sinners. Em outubro de 2012, Helloween lança o seu novo single "Burning Sun" e o clipe "Nabataea", em 14 de dezembro de 2012.
Chegando perto dos seus 30 anos de carreira, é lançado no dia 18 de janeiro de 2013, o décimo sétimo trabalho de estúdio do Helloween, Straight Out of Hell. O Helloween sai em turnê mundial no início de 2013. A Hellish World Tour Part II, em parceria com o Gamma Ray, passa por países da América Latina e América do Norte, pela Europa, Ásia e Oceania, assim como foi feito na Hellish World Tour, ocorrida entre 2007 e 2008.
Deris, com a sua banda Helloween, se apresentaram no Rock in Rio 5, em setembro de 2013.
Andi Deris também lança um novo álbum solo em outubro de 2013. O álbum se chama Million-Dollar Haircuts on Ten-Cent Heads, sendo este uma crítica à ganância do ser humano no sistema econômico atual, dominado por "banqueiros inescrupulosos".
No início de 2014, Andi Deris inicia a composição das músicas para o próximo álbum de estúdio do Helloween. Em outubro de 2014, a banda anunciou um novo álbum para maio de 2015. Sendo produzido por Charlie Bauerfeind no MiSueno Studio em Tenerife, marca o retorno do grupo à gravadora Nuclear Blast. Em 26 de fevereiro, a banda revelou o título, a capa e a data exata do lançamento. O nome é My God-Given Right. Andi Deris novamente foi o músico com o maior número de composições no álbum.
Com a volta da formação clássica do Helloween, Andi Deris manteve-se na banda e lançou ao lado de Kai Hansen e Michael Kiske, até o momento, os álbuns Helloween United Alive, que é um registro ao vivo da banda, em 2019, e o álbum autointitulado Helloween, em 2021. A banda tem feito muito mais sucesso desde então, chegando a ser headliners em grandes festivais, como o Wacken Open Air, na Alemanha, e o Rock in Rio, no Brasil.

## Discografia

### Kymera
- 1987 - Demo
- 1987 - No Mercy

### Pink Cream 69
- 1989 - Pink Cream 69
- 1991 - One Size Fits All
- 1993 - Games People Play

### Helloween
- 1994 - Master of the Rings
- 1996 - The Time Of The Oath
- 1996 - High Live (Ao Vivo)
- 1998 - Better Than Raw
- 1999 - Metal Jukebox
- 2000 - The Dark Ride
- 2002 - Treasure Chest
- 2003 - Rabbit Don't Come Easy
- 2005 - Keeper Of The Seven Keys - The Legacy
- 2006 - Keeper of the Seven Keys - The Legacy World Tour 2005/2006 (Ao Vivo)
- 2007 - Gambling with the Devil
- 2009 - Unarmed - 25th anniversary
- 2010 - 7 Sinners
- 2013 - Straight Out of Hell
- 2015 - My God-Given Right
- 2017 - Pumpkins United EP
- 2017 - Sweet Seductions - Best Of
- 2019 - United Alive in Madrid (Ao Vivo)
- 2019 - United Alive DVD (Ao Vivo)
- 2021 - United Forces - Compilação
- 2021 - Helloween[8]

### Participações
- 1991 - German Rock Project - Let Love Conquer The World
- 1994 - Jail - Get Into...
- 1999 - Rainbow Tribute - Catch The Rainbow
- 2000 - Ayreon
- 2001 - German Rock Stars - Wings of Freedom
- 2003 - Shaman - Ritualive
- 2003 - Rage - Soundchaser
- 2007 - Nuclear Blast Allstars
- 2007 - Saxon - I've Got To Rock (To Stay Alive)
- 2009 - Axxis - Utopia
- 2010 - Wicked Sensation - Crystallized
- 2011 - Eden's Curse - Trinity
- 2012 - Crimes of Passion - To Die For com seu filho, Ron Deris
- 2012 - Help for Japan junto com Michael Kiske e Tobias Sammet e outros
- 2012 - Scelerata - The Sniper
- 2012 - Lady's Voice - EnAmoria
- 2014 - Love Might Kill - Addicted to the Night
- 2015 - Wolfpakk

### Álbuns solo
- 1997 - Come in from the Rain
- 1999 - Done by Mirrors
- 2013 - Million-Dollar Haircuts on Ten-Cent Heads

### Singles solo
- 1997 - "1000 Years Away"
- 1997 - "Good Bye Jenny"
- 2013 - "Don't Listen to the Radio"

### DVDs/Blu-Ray
- The Pumpkin Video (2000)
- High Live (2000)
- Hellish Videos (2005)
- Keeper Of The Seven Keys - The Legacy: Live On 3 Continents (2007)
- Pink Cream 69 ‎– Past & Present (2009)
- Masters of Rock 2014 (2014)
- Sweet Seductions - Best Of (2017)
- United Alive (2019)

### VHS
- The Pumpkin Video (1994)
- High Live (1996)